# San José el Quince
San José el Quince es una localidad del estado mexicano de Jalisco. Es parte del municipio de El Salto.

## Toponimia
El nombre «San José» hace referencia al santo patrono de la localidad: José de Nazaret.

## Demografía
| Gráfica de evolución demográfica |
|                                  |

| Censo | Población |
| ----- | --------- |
| 1990  | 1 706     |
| 2000  | 11 286    |
| 2010  | 17 669    |
| 2020  | 21 215    |